# Psychic TV
A Psychic TV brit együttes. 1981-ben alakultak meg Londonban, a Throbbing Gristle zenekar első mellékágazataként (a második a Coil volt). A Coilhoz hasonlóan ők is több néven léptek fel. Egyszer már feloszlottak, 1999-ben, 2003-ban újraegyesültek. Több albumot is kiadtak pályafutásuk alatt. Különböző műfajokban játszanak: experimental music, acid house, indusztriális zene, pszichedelikus rock, poszt-rock.

## Tagok
- Genesis P-Orridge - éneklés, szövegírás (1982-2020)
- Edward O'Dowd - gitár (2003-)
- Jeff Berner - gitár (2010-)
- Alice Genesse - basszusgitár (2003-)
- John Weingarten - billentyűk (2014-)

Volt tagok:
- Alex Fergusson - gitár (1982-1986)
- Peter Christopherson - billentyűk (1982-1983, 2010-ben elhunyt)
- Fred Giannelli - billentyűk (1988-1993)
- Larry Thrasher - hangszerek (1993-1999)